# Kremnica
Kremnica (deutsch Kremnitz, ungarisch Körmöcbánya) ist eine Stadt und ehemalige Bergstadt in der Mittelslowakei. Sie hat 4664 Einwohner (Stand 31. Dezember 2024) und eine Fläche von 43,136 km². Die Geschichte der Stadt Kremnica ist eng mit der Goldförderung verbunden. Im Mittelalter und in der Neuzeit zählte sie zu den wichtigsten Bergbaustädten der Welt („Goldenes Kremnitz“).

## Geographie

### Lage

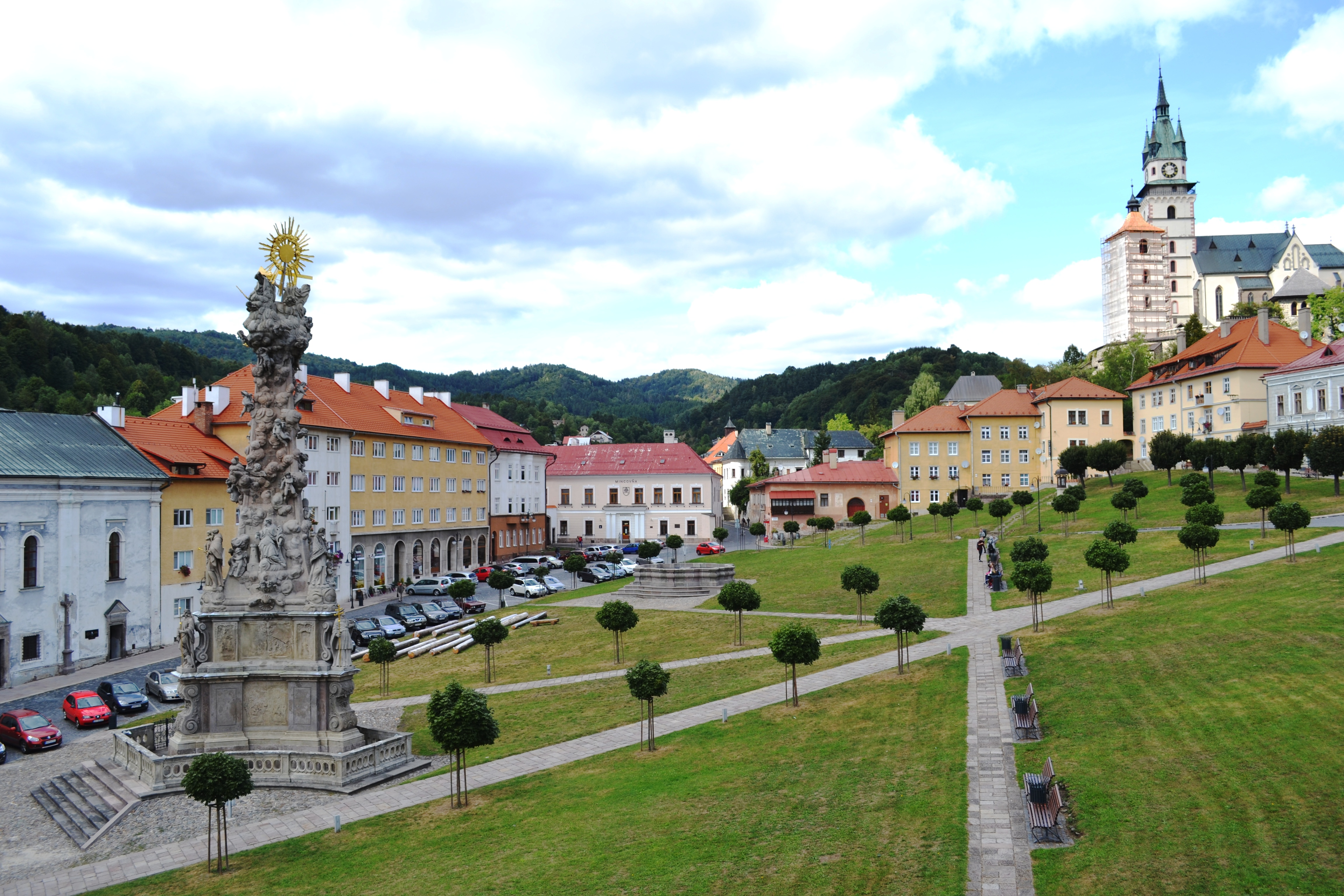
Das Stadtzentrum von Kremnica

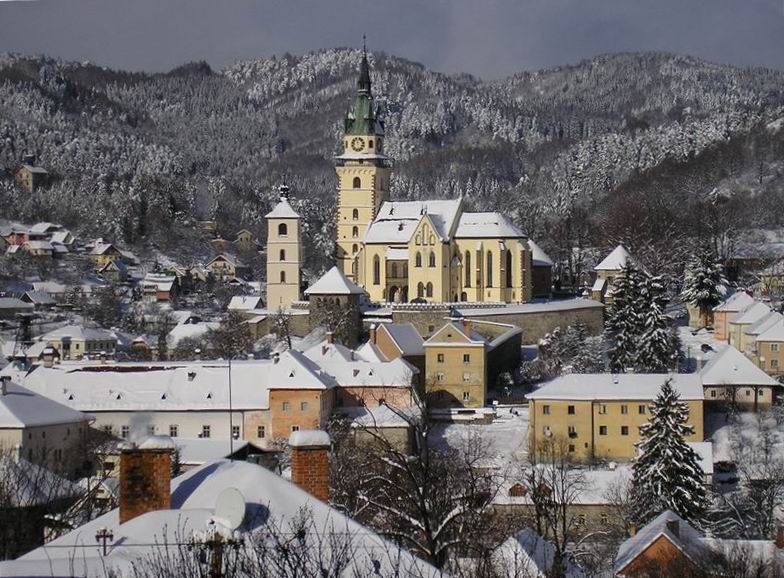
Blick auf die Stadt im Winter

Kremnica liegt in einer Höhe von 564 m n.m. und die Gemeindefläche umfasst 43.136 km². Die Stadt befindet sich in den Kremnitzer Bergen (slowakisch Kremnické vrchy) am Kremnický potok (deutsch Kremnitzer Bach) am Zusammenfluss mit dem linksseitigen Bach Skalka, und im Einzugsgebiet der Gran (slowakisch Hron). Der Ort liegt etwa 20 km westlich von Banská Bystrica (Neusohl), 45 km südlich von Martin und 175 km östlich von Bratislava.

### Stadtgliederung
Die Stadt besteht aus den Gemarkungen Grobňa, Mláky, Peklo, Revolta, Srnia lúka, Šachta Ludovika (Ludwigschacht), Šachta Michal (Michaelsschacht), Šibeničný vrch (Galgenberg), Šturc (Sturz) und Veterník (Legendel, 1808–1888 und seit 1924 eingemeindet). Die Gemeinde Horná Ves (deutsch Windischdorf) war Teil von Kremnica 1808–1888, 1952–1957 und 1980–1997, die Gemeinden Krahule (deutsch Blaufuß), Kremnické Bane (deutsch Johannesberg) und Lúčky (deutsch Honneshau) 1980–1992.

### Nachbargemeinden
Nachbargemeinden von Kremnica sind Kremnické Bane im Norden, Krahule, kurz Turček und Tajov im Nordosten, Banská Bystrica (Stadtteil Radvaň) im Nordosten und Osten, Badín im Osten, Sielnica, Železná Breznica, Ihráč und Nevoľné im Südosten, Dolná Ves und Horná Ves im Süden, Lúčky im Südwesten und Westen und Kunešov im Nordwesten.

## Geschichte

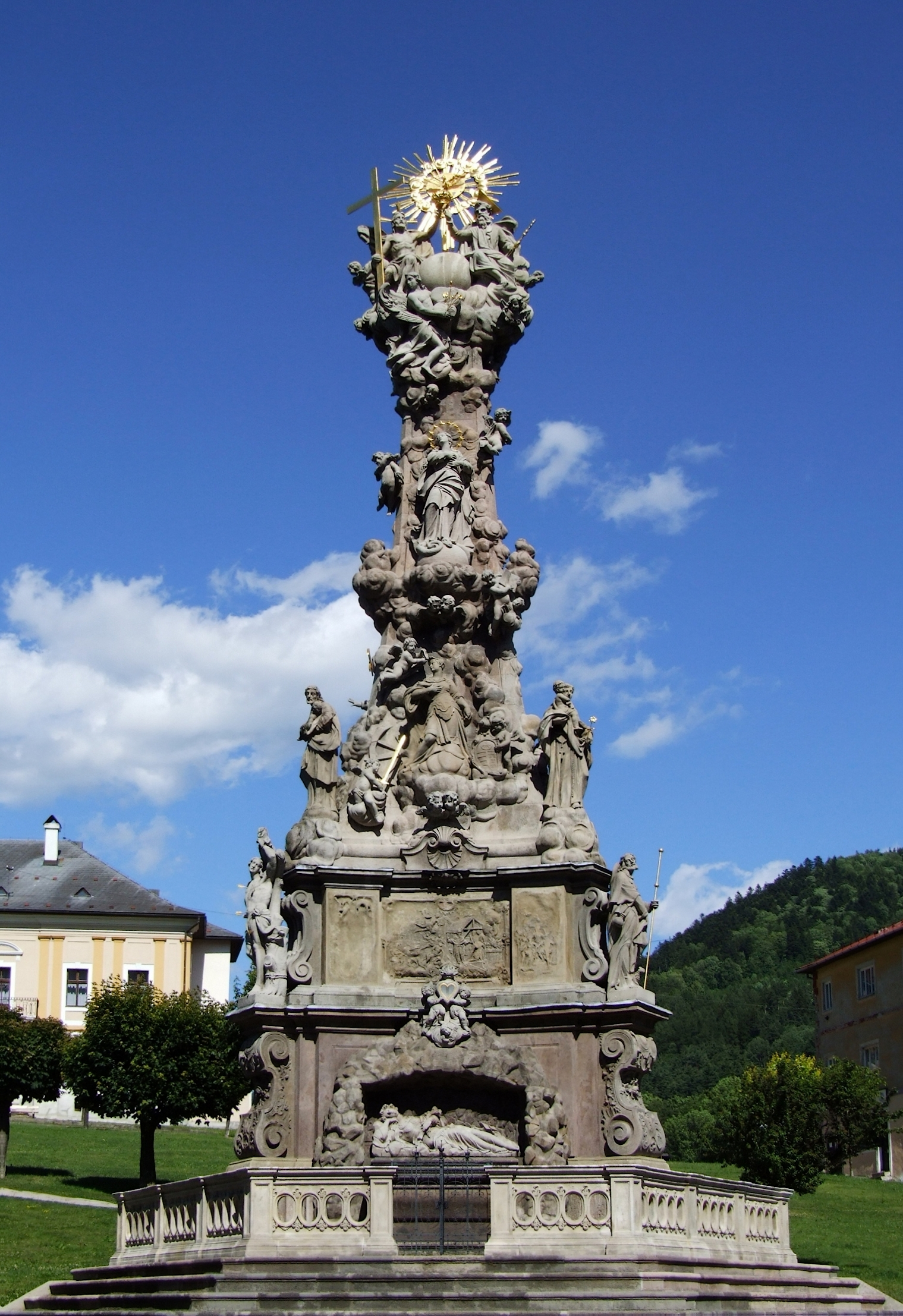
Pestsäule, Bildhauer Martin Vögerl

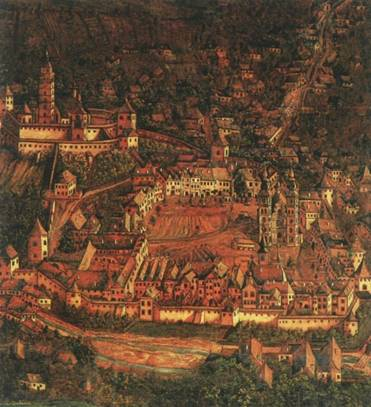
Blick auf Stadt und Schloss (1729)

Obwohl direkte Besiedlungsnachweise nur spärlich vorhanden sind, geht man davon aus, dass die ältesten Stollen und Schächte aus dem 8. und 9. Jahrhundert stammen. Die erste urkundliche Erwähnung unter dem Namen Cremnychbana stammt aus dem Jahr 1328. Mit der am 17. November 1328 datierten Urkunde verleiht der ungarische König Karl I. Robert dem Ort Cremnychbana die Rechte und Pflichte einer königlichen Freistadt. Unter anderem erhält die neue Stadt das Recht, einen Richter sowie den Stadtrat zu wählen, die Bergbauunternehmung frei auszuüben und erhielt alles Land und Wälder in einem Umkreis von zwei Meilen. Zugleich wurde die Münzprägeanstalt (siehe unten) gegründet, die schon 1329 ihren Betrieb aufnahm. Neben der schon ansässigen slawischen und deutschen Bevölkerung kamen auch weitere Siedler, teilweise aus den umliegenden Bergstädten, teilweise aus dem Ausland (Italien, Bayern, Österreich, Schlesien, Böhmen und Flandern). Die ersten Münzpräger wurden aus dem böhmischen Kuttenberg eingeladen. In kurzer Zeit wurde die Stadt zum Sitz der königlichen Bergbau- und Münzkammer sowie des Kammergrafs (bis zum 16. Jahrhundert), der Bergbau und Münzprägeanstalten in zwölf Gespanschaften verwaltete.
Neben dem Bergbau und der Münzprägeanstalt waren jedoch auch andere Wirtschaftsbereiche bedeutend: Nach einem Steuerverzeichnis aus den Jahren 1442–43 waren 135 Handwerker in der Stadt tätig, die sich später in Zünfte (erste Erwähnung 1465) zusammenschlossen. Zu dieser Zeit lebten etwa 3500 Einwohner in der Stadt. Zusammen mit anderen Bergstädten Schemnitz, Neusohl, Königsberg, Pukanz, Dilln und Libethen gehörte Kremnitz zu den sieben niederungarischen Bergstädten.
Im 16. und 17. Jahrhundert kam es zu einem Niedergang der Goldförderung, zum Teil durch technische Schwierigkeiten (tiefer Bergbau, überflutete Schächte), zum anderen durch politische Ereignisse (Türkenkriege, antihabsburgische Aufstände) bedingt. Zugleich verlor die Bergbau- und Münzkammer an Bedeutung und wurde seit dem 17. Jahrhundert der habsburgischen Hofkammer in Wien unterstellt, während der Kammergraf seinen Sitz nach Schemnitz verlegte. Dank der raschen Entwicklung der Bergwerktechnik kam es im 18. Jahrhundert zu einem Aufschwung, Kremnitz konnte aber die führende Rolle nicht mehr erreichen und nach dem Ende des 18. Jahrhunderts kam es zum erneuten Niedergang. Dennoch wurde der Tiefenbergbau erst 1970 eingestellt.
Noch im 19. Jahrhundert lebten 6100 meist deutsche Einwohner in der Bergstadt, welche durch die Gold- und Silberbergwerke weltbekannt war. Im Jahr 1876 erhielt die Freistadt Kremnitz im ungarischen Komitat Bars einen Magistrat.
2017 wurde Kremnica der Ehrentitel „Reformationsstadt Europas“ durch die Gemeinschaft Evangelischer Kirchen in Europa verliehen.

### Münzprägeanstalt
Aus dem Jahr 1328 stammt auch das Recht einer Münze. In dieser Prägeanstalt, der Mincovňa Kremnica wurden vorerst nach dem Muster der Münzen der Stadt Florenz sogenannte Floren geprägt. Sie wurden jedoch bald in Dukaten umbenannt. Die Münze entwickelte sich im Laufe der Jahrhunderte zu einer der größten Münzstätten in Österreich-Ungarn und zählt heute zu den ältesten noch arbeitenden Unternehmen dieser Art weltweit (Münzzeichen: MK im Kreis).
Neben den Münzen für die Tschechoslowakei wurden ebenso die slowakischen Kronen geprägt, wie auch die Euromünzen. Für die Euro-Umstellung wurden im Jahre 2008 500 Millionen Münzen ausgegeben. Daneben werden für annähernd 60 andere Länder Münzen geprägt. Diese Münzen sind in einem Gebäude aus dem Jahr 1430, in dem ein Museum eingerichtet wurde, ausgestellt.

## Bevölkerung

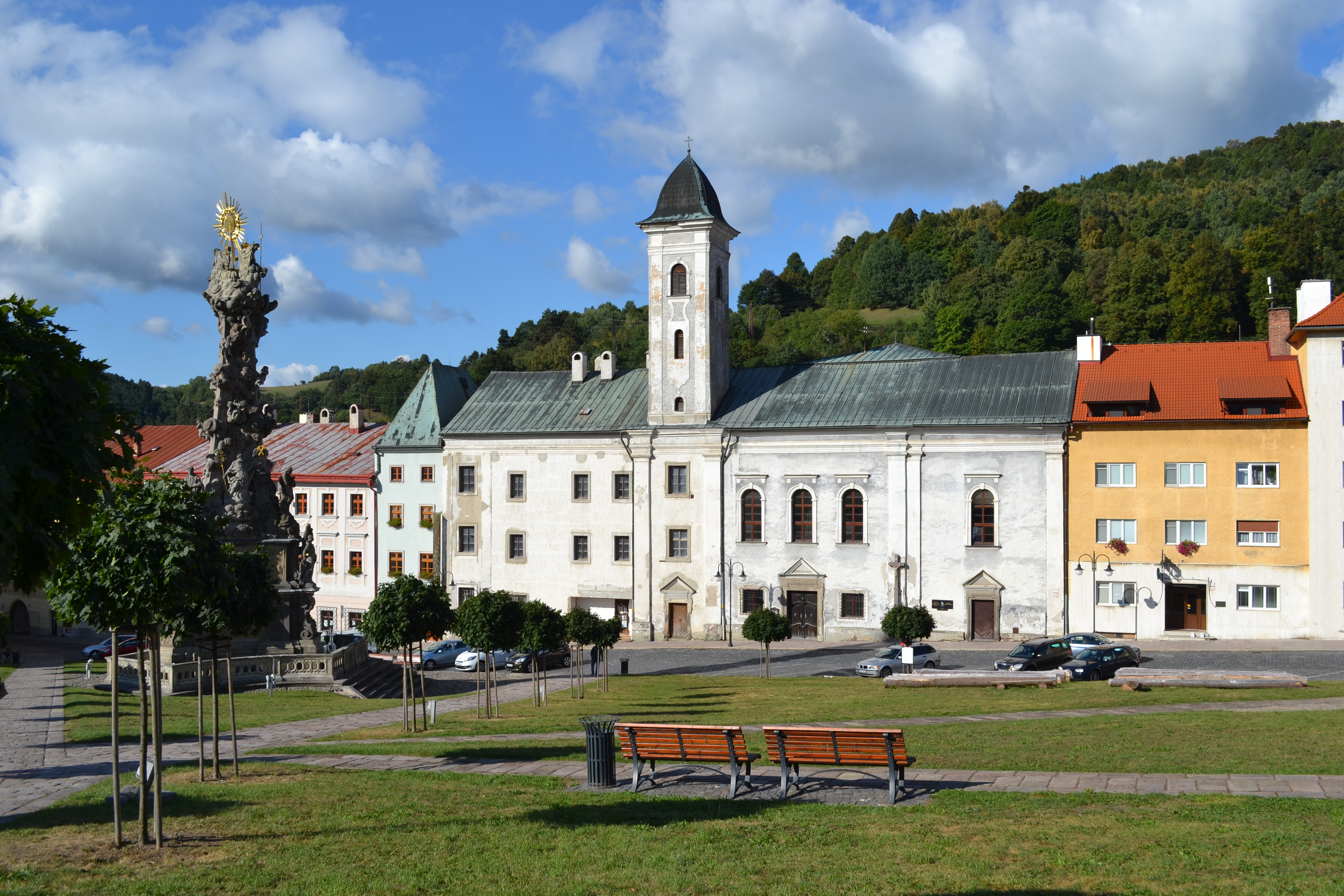
Franziskanerkloster

Der Bevölkerungsrückgang um 1900 erklärt sich dadurch, dass zuvor die Gemeinde um mehrere Dörfer verkleinert wurde. Diese hatten 1900 5043 Einwohner (u. a. 4185 Deutsche, 771 Slowaken, 85 Ungarn).
Ethnische Zusammensetzung (2001)
- Slowaken: 95,76 %
- Deutsche: 1,19 %
- Tschechen: 0,88 %
- Roma: 0,86 %
- Ungarn: 0,33 %
- Ukrainer: 0,03 %

Religiöse Zugehörigkeit
- Römisch-katholisch: 64,89 %
- ohne Konfession: 22,62 %
- Evangelisch: 5,84 %
- Griechisch-katholisch: 0,46 %

Nach der Volkszählung 2011 wohnten in Kremnica 5601 Einwohner, davon 4903 Slowaken, 61 Roma, 45 Deutsche, 27 Tschechen, sechs Magyaren, vier Mährer, jeweils zwei Polen und Russinen sowie jeweils ein Bulgare, Jude und Ukrainer. Fünf Einwohner gaben eine andere Ethnie an und 543 Einwohner machten keine Angabe zur Ethnie.
3020 Einwohner bekannten sich zur römisch-katholischen Kirche, 256 Einwohner zur Evangelischen Kirche A. B., 20 Einwohner zur griechisch-katholischen Kirche, 18 Einwohner zu den christlichen Gemeinden, vier Einwohner zur orthodoxen Kirche, jeweils drei Einwohner zur apostolischen Kirche, zur evangelisch-methodistischen Kirche und zur reformierten Kirche, jeweils zwei Einwohner zu den Baptisten, zu den Siebenten-Tags-Adventisten, zur jüdischen Gemeinde und zur tschechoslowakischen hussitischen Kirche sowie jeweils ein Einwohner zur Bahai-Religion, zu den Brethren und zu den Mormonen. 12 Einwohner bekannten sich zu einer anderen Konfession, 1347 Einwohner waren konfessionslos und bei 904 Einwohnern wurde die Konfession nicht ermittelt.
| Jahr                | 1994 | 2004     | 2014    | 2024     |
| ------------------- | ---- | -------- | ------- | -------- |
| Anzahl der Personen | 6581 | 5649     | 5513    | 4664     |
| Unterschied         |      | −14,16 % | −2,40 % | −15,39 % |

| Jahr                | 2023 | 2024    |
| ------------------- | ---- | ------- |
| Anzahl der Personen | 4755 | 4664    |
| Unterschied         |      | −1,91 % |

## Stadtbild
Die historische Innenstadt erstreckt sich rund um den Platz Štefánikovo námestie (deutsch Štefánik-Platz) und ist ein städtisches Denkmalreservat.

### Stadtburg Kremnica

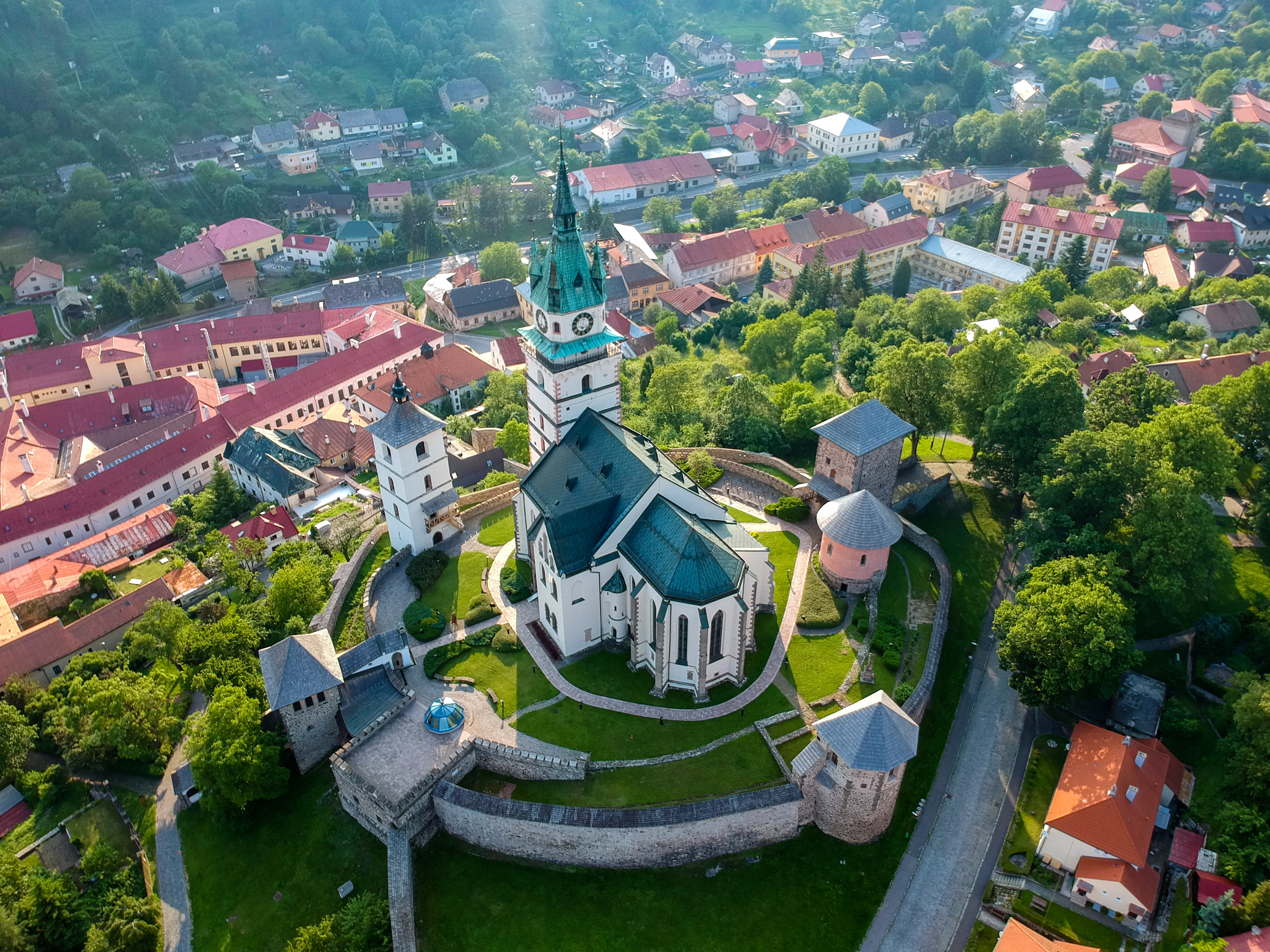
Luftbild der Stadtburg aus Südosten

Auf einem Hügel erhebt sich die Stadtburg Kremnica mit fast vollständigem doppelten Mauerring, deren Herzstück die weithin sichtbare spätgotische römisch-katholische Katharinenkirche bildet. Der älteste Teil ist jedoch das Beinhaus unterhalb der Andreas-Rotunde aus dem 13. Jahrhundert, wo sich ursprünglich der Karner befand, oberhalb der Rotunde steht eine Kapelle. Die Wehranlage war durch vier Basteien gesichert: der Torturm auf der Nordseite sicherte den Eingang vom Norden her und war bis zum späten 19. Jahrhundert durch eine Fallbrücke erreichbar, seither steht dort eine Steinbrücke. Die halbkreisförmige Bergknappenbastei wurde als Presbyterium einer Kapelle gebaut, im 16. Jahrhundert wurde sie aber abgetragen und die Bastei wieder rein militärischen Nutzung zugeführt. Der gegenüberliegende Uhrturm auf der Westseite, auch Türl oder Kleinter Turm genannt, beherbergte einst die Renaissance-Glocke Urban aus dem Jahr 1588. Auf der Außenseite stand im 18. Jahrhundert tatsächlich eine Uhr, die jedoch später in den Kirchturm übertragen wurde. Heute ist dort eine Ausstellung über Kremnitzer Glocken und Glockengießer untergebracht. Die südliche Pfaffenbastei war der Eingang von der Stadt her und war bis zum 15. Jahrhundert ein Pfarrhaus. Nach 1780 wurde in der Bastei ein gedecktes Treppenhaus gebaut und ist heute der Haupteingang in das Burgkomplex. Das Rathaus aus dem 14. Jahrhundert unmittelbar östlich der Pfaffenbastei ist der größte Profanbau und war bis 1560 Tagungsort des Stadtrats, hatte aber neben der repräsentativen Funktion auch eine militärische zur Verteidigung des ganzen Burgkomplex. Aus dem ursprünglich fünfgeschossigen Gebäude mussten im späten 19. Jahrhundert wegen Einsturzgefahr infolge Bergsenkungen zwei Geschosse abgetragen werden, heute sind nur das Unter- und Erdgeschoss erhalten. Die Stadtburg war historisch Lagerort für gewonnene Edelmetalle, weiter Sitz der Bergbau- und Münzkammer sowie des Kammergrafs und ab dem 15. Jahrhundert der kirchlichen und städtischen Verwaltung.

### Innenstadt

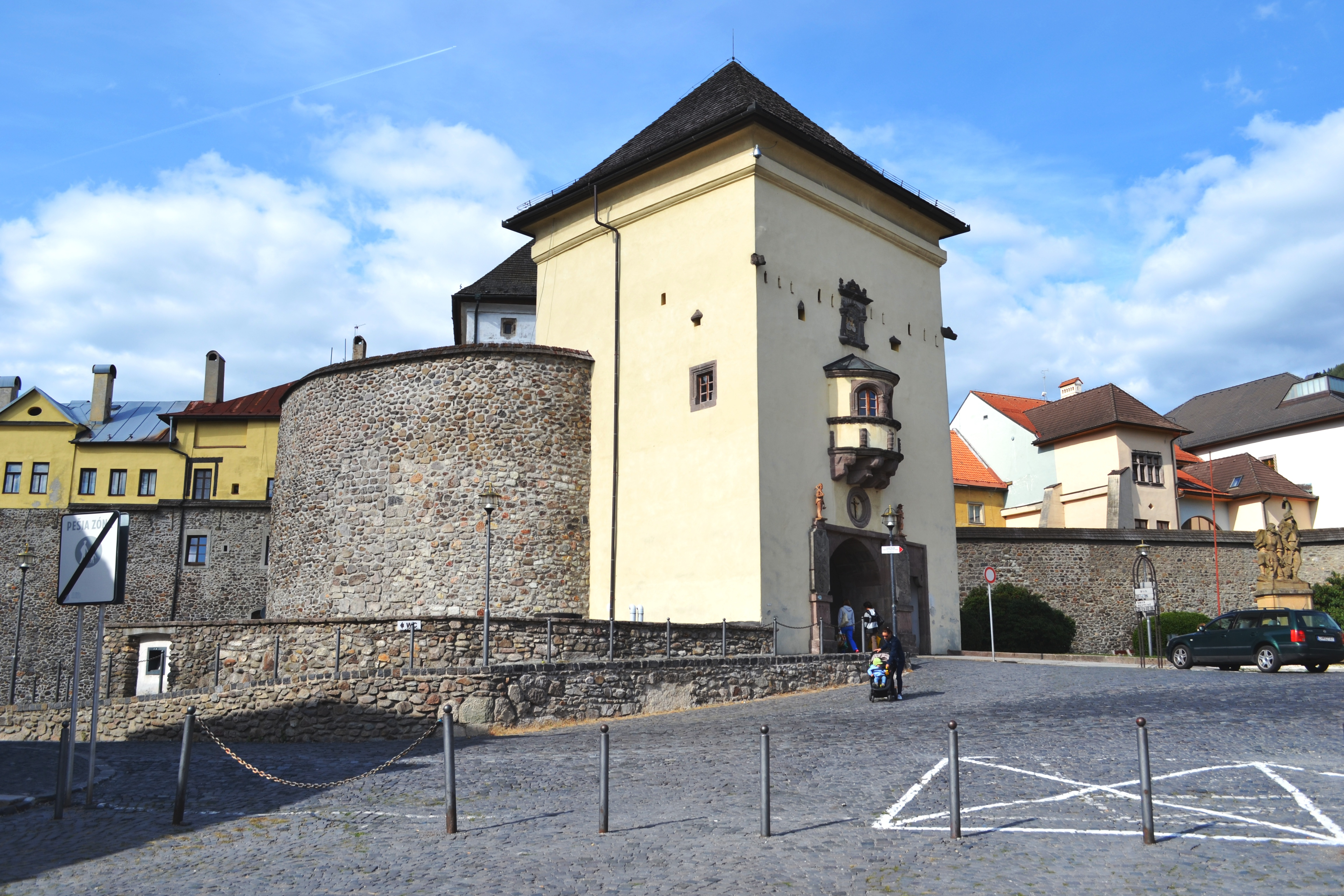
Unteres Tor

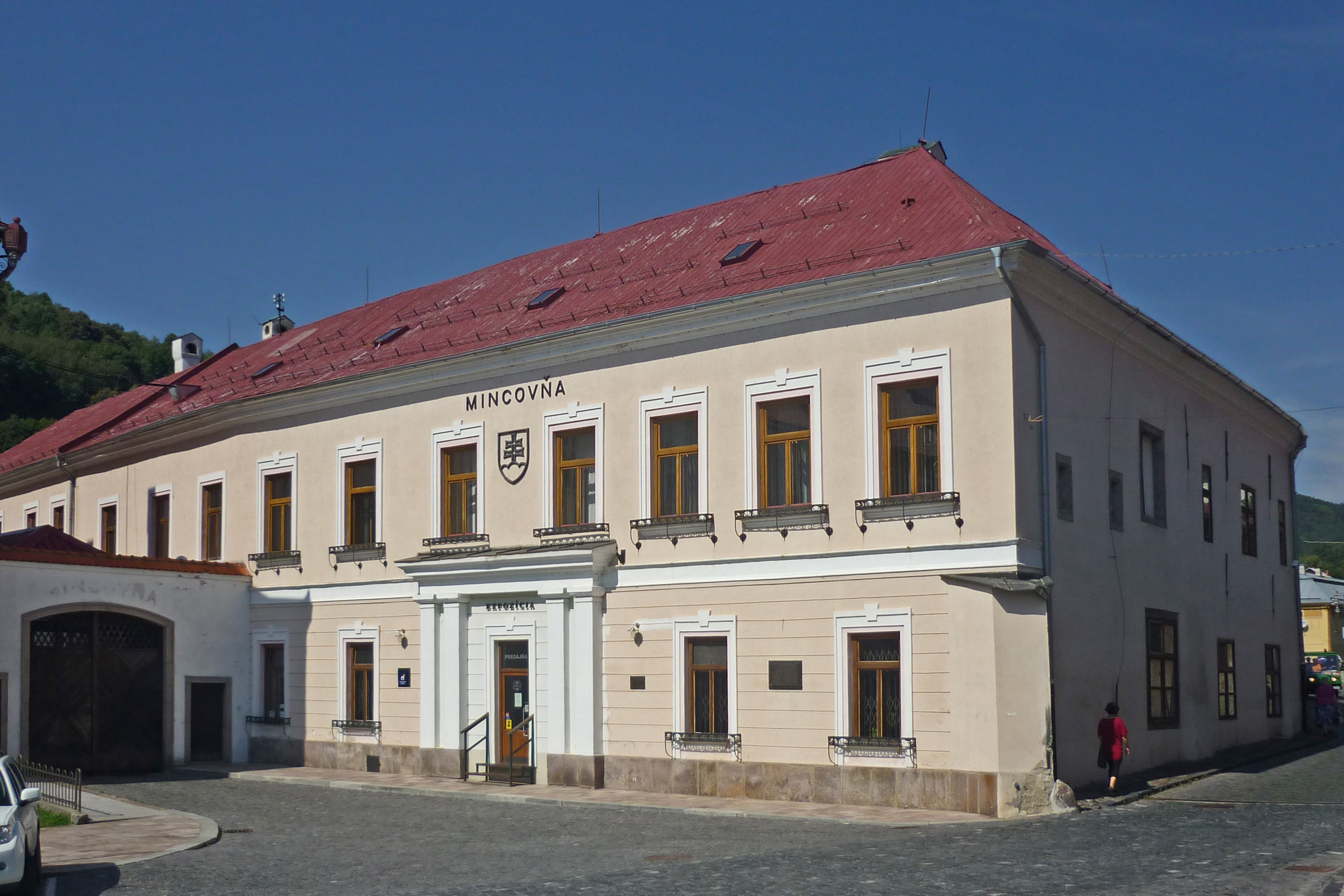
Altes Münzhaus

Die Innenstadt war durch einen vollständigen Mauerring mit drei Toren geschützt, trotz der Abrissarbeiten im nordöstlichen Teil sowie Beseitigung von zwei Toren sind die verbliebenen Wehranlagen in gutem Zustand erhalten. Das einzige noch stehende Tor ist das Untere Tor, das aus einem einfachen Tor weiterentwickelt und 1539 noch durch eine Barbakane verstärkt wurde. An der südöstlichen Mauerecke steht der noch vor 1441 erbaute Rote Turm, an der Südwestecke der Schwarze Turm.
Der historische Marktplatz, der heutige Štefánik-Platz, ist von Bürgerhäusern und historisch bedeutenden Gebäuden umgeben. Ein bedeutendes Denkmal ist die barocke Pestsäule an der Südwestseite des Platzes aus den Jahren 1765–72, die eine ältere Pestsäule aus dem Jahr 1710 ersetzt hatte. Unweit der Säule stand einst die ursprünglich gotische Pfarrkirche der Jungfrau Maria (auch Ringkirche genannt), die 1880 infolge von Senkungen abgebrochen werden musste. An der westlichen Seite wurde 1653 das Franziskanerkloster errichtet, in der Nähe befindet sich eine barocke Fontäne. Das alte Münzhaus an der Nordwestseite des Platzes ist das Ergebnis verschiedener Bauetappen vom Mittelalter, als es als Verteidigungswerk in das Wehrsystem der Stadt eingeschlossen wurde, bis zur Gegenwart. Der Gebäudekomplex befindet sich an der Stelle einiger älterer Bürgerhäuser. Das heutige Rathaus steht seit 1738 an der Nordostseite des Platzes und entstand durch Umwidmung eines gotischen Privathauses. Das Haus Nr. 3 an der Südostecke ist durch ein Diamantgewölbe verziert, und das Hellenstein-Haus (Nr. 10) aus dem 14. Jahrhundert an der Südseite ist heute Sitz eines Museums.
Außerhalb der Stadtmauer steht an der Straße Dolná die nach 1382 Elisabethkirche, wegen der Nähe zum mittelalterlichen Spital der Stadt auch Spitalkirche genannt. Die klassizistische evangelische Kirche an der Straße Pavla Križku entstand an der Stelle, wo 1862, in der Zeit der Gegenreformation, ein hölzernes evangelisches Bethaus erbaut wurde. Der baufällige Sakralbau wurde von 1823 bis 1826 durch die heutige Kirche ersetzt. Westlich der durchziehenden Hauptstraße I/65 steht am Fuße des Bergs Sturz der Kalvarienberg mit der Heilig-Kreuz-Kirche.
Zu den besonderen technischen Denkmälern gehört eine Wasserleitung von Turček heraus (deutsch auch Turzer Wasser genannt), die seit dem 15., möglicherweise 14. Jahrhundert Wasser aus dem Einzugsgebiet des Turiec (deutsch Turz) über den Sattel bei Kremnické Bane in den Kremnický potok und somit in das Einzugsgebiet des Hron führt. Die Leitung war ursprünglich 22 km lang, später wurde sie auf ca. 17,5 km verkürzt und versorgte die Stadt und die Bergwerke mit ungefähr 600 Liter Wasser pro Sekunde. Nach dem Bau der Eisenbahn wurde ein Teil des Wassers für die Dampflokomotiven abgenommen, später wurden drei Wasserkraftwerke errichtet: eines davon befindet sich 245 m unterhalb der Stadt und wurde 1921 fertiggestellt. Bis heute liefern die Kraftwerke Strom ins Netz und werden von der Gesellschaft Kremnická banská spoločnosť, s.r.o. betrieben.

### Parks

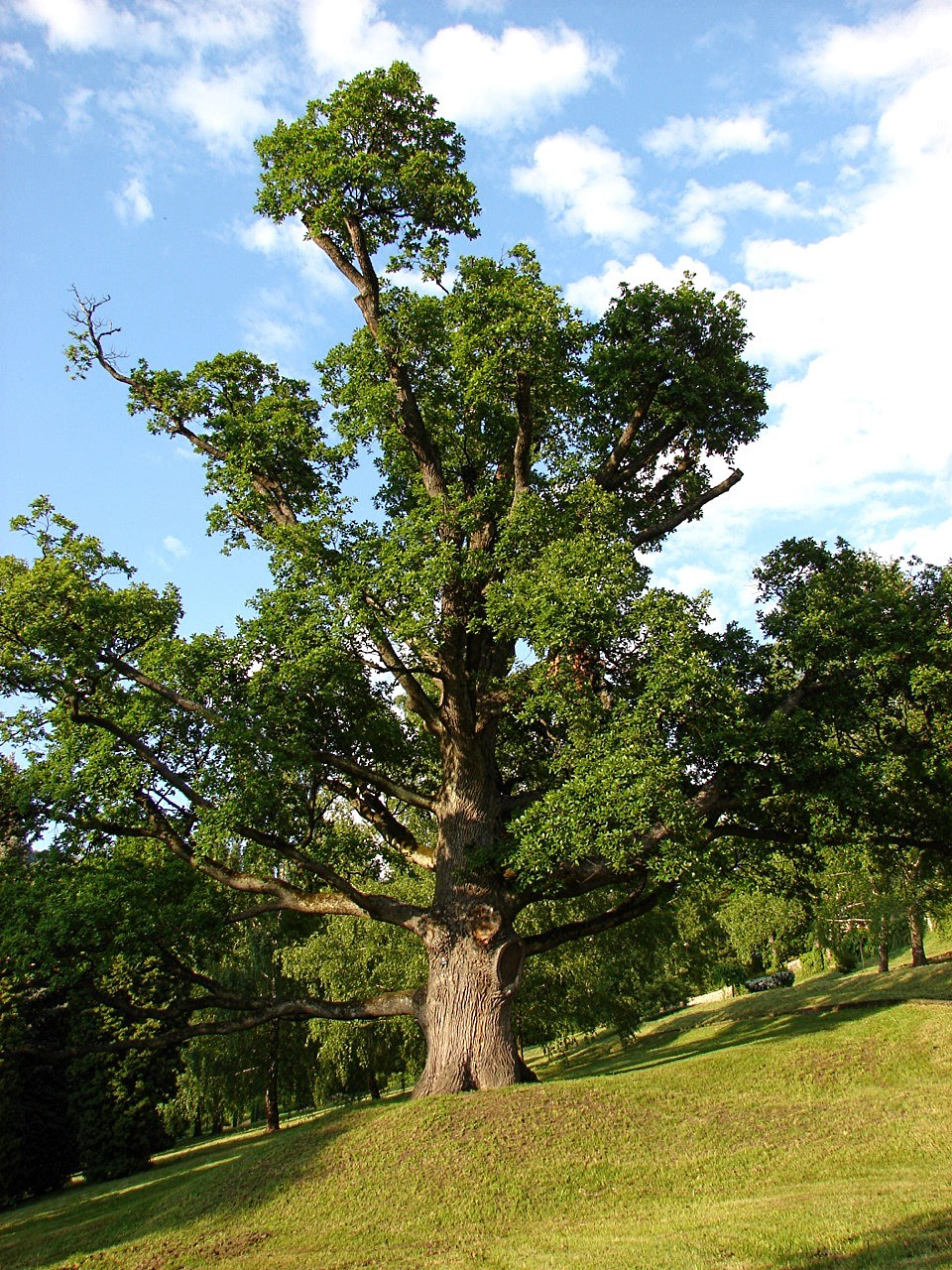
Stieleiche im Zechenterova záhrada

In der Stadt befinden sich zwei Parks und zwar die Zechenterova záhrada südöstlich des Stadtzentrums sowie der Dolný park.
- im Zechenterova záhrada befindet sich die bekannte Stieleiche ⊙, welche 2013 zum slowakischen Baum des Jahres[13] gewählt wurde und 2014 als Vertreter der Slowakei am Wettbewerb „Europäischer Baum des Jahres“ teilnahm.

## Kultur

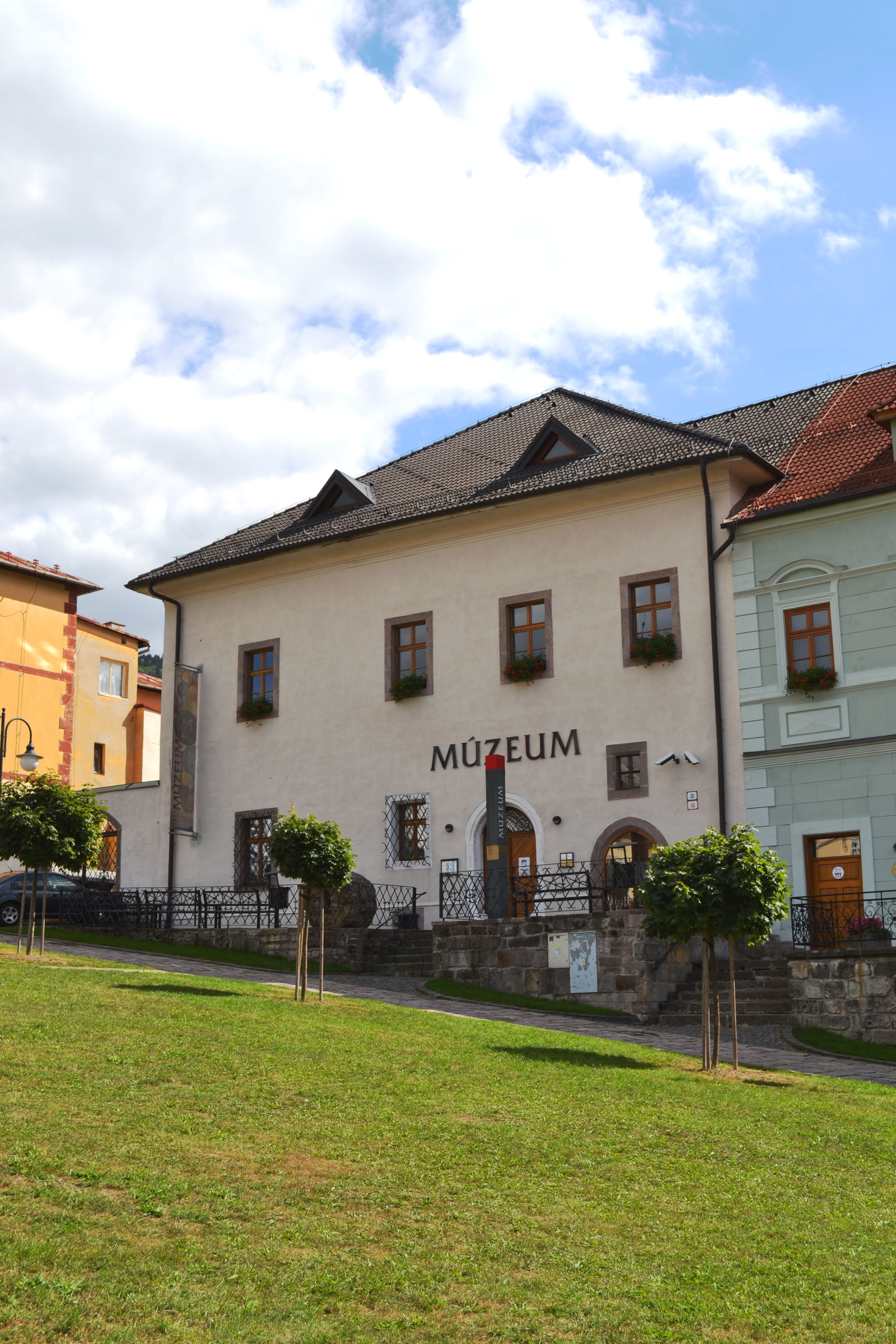
Münzen- und Medaillenmuseum

Kremnica ist Sitz von mehreren Museen und Galerien. Das Münzen- und Medaillenmuseum (slowakisch Múzeum mincí a medailí) im Hellenstein-Haus ist auf Münzwesen, Medaillenprägung und Numismatik spezialisiert und eine Abteilung der Nationalbank der Slowakei. Im alten Gebäude des Münzhauses gibt es neben Exponaten auch die Möglichkeit, die alte Münzprägeanstalt zu besichtigen. Noch am Štefánik-Platz befindet sich ein Kitschmuseum (slowakisch Múzeum gýča) mit einer „Gasse berühmter Nasen“ (slowakischer Persönlichkeiten des Humors) sowie eine Ausstellung des slowakischen Olympia- und Sportmuseums (slowakisch Slovenské olympijské a športové múzeum), die sich im Besonderen mit dem slowakischen Skisport beschäftigt. Im unteren Tor befindet sich seit 2019 eine Ausstellung der Raritäten der Stadt Kremnica.
Westlich der Innenstadt besteht seit 2008 das Bergbaumuseum im Stollen Andrej (slowakisch Banské múzeum v štôlni Andrej), das der Geschichte des Bergbaus gewidmet ist und Besichtigungen eines Teils des Stollens ermöglicht.

### Veranstaltungen
Im Spätaugust findet seit 1981 das Humorfestival Kremnické gagy (deutsch Kremnitzer Gags) mit dem Untertitel „Europäischer Festival des Humors und der Satire“ statt, weitere regelmäßige Veranstaltungen sind z. B. die Kremnitzer Burgorgel (slowakisch Kremnický hradný organ) im Juli und August, das Bellas Festival des Blaskapellen (slowakisch Bellov festival dychových hudieb), das Festival Musik unter dem Diamantgewölbe und der Kremnitzer Zunftschmaus (slowakisch Cechové hody Kremnické) im Juli.

## Sport

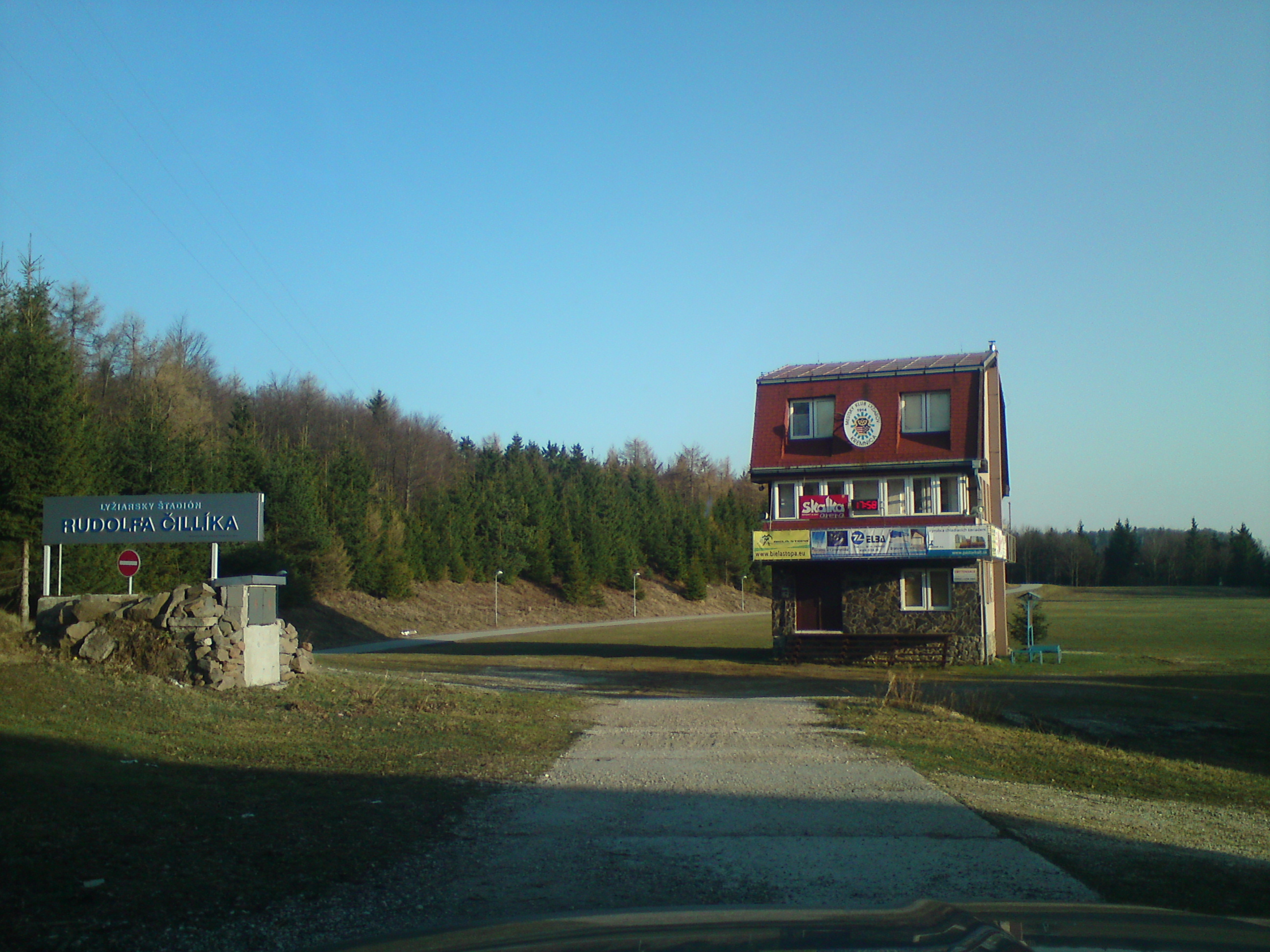
Langlaufareal im Erholungsgebiet Skalka

Die umliegenden Berge sind ein Wander- und Wintersportgebiet. Zur Stadt gehört das neun Kilometer vom Stadtzentrum entfernte Erholungsgebiet Skalka fast am Hauptkamm der Kremnitzer Berge. Dort befinden sich mehrere Unterkünfte, ein Fitness- und Wellnesszentrum namens Skalka relax, mehrere Skilifte und Pisten, Langlaufloipen sowie Klettersteige von verschiedenen Schwierigkeiten. Unweit davon steht die Sendeanlage Suchá Hora sowie das historische Bauwerk Görgeiho tunel (deutsch Görgei-Tunnel). Auch der Nachbarort Krahule ist ein Wintersportzentrum.
Kremnica ist Austragungsort des Langlaufwettbewerbs Biela stopa (ehemals Biela stopa SNP, deutsch Weiße Loipe des Slowakischen Nationalaufstandes).

## Wirtschaft und Infrastruktur

### Verkehr
Durch Kremnica führt die Cesta I. triedy 65 („Straße 1. Ordnung“) von Žiar nad Hronom nach Martin. Von ihr zweigt die Cesta II. triedy 578 („Straße 2. Ordnung“) Richtung Skalka ab. Weiter führen die Cesta III. triedy 2487 („Straße 3. Ordnung“) nach Nevoľné, die Cesta III. triedy 2501 nach Lúčky und Kopernica sowie die Cesta III. triedy 2504 nach Krahule. Der nächste Anschluss an das hochrangige Straßennetz ist die 14 km entfernte Anschlussstelle Žiar nad Hronom-východ der Schnellstraße R1 (Trnava–Banská Bystrica).
Der Bahnhof Kremnica liegt an der Eisenbahnstrecke (Salgótarján–)Zvolen–Vrútky (Hatvan-Rutka). Der Busbahnhof der Stadt befindet sich neben der Kreuzung der I/65 und der II/578, knapp außerhalb der Stadtmauer.

### Ansässige Unternehmen
Neben der staatlichen Münze (Mincovňa Kremnica) gibt es die Betriebe Elba und Elka sowie die Kremnitzer Bergwerke.

### Bildung
In der Stadt befinden sich 1 Gymnasium, 2 Grundschulen, die Kunstschule J. L. Bel und ein Kindergarten.

## Söhne und Töchter der Stadt
- Ägidius Faber (um 1490–1558), lutherischer Theologe
- Martin Chladni (1669–1725), lutherischer Theologe
- Dionys Stanetti von Falkenfels (1747–1824), Bergingenieur
- Oľga Adamčíková (1903–1992), Schauspielerin
- Ladislav Chudík (1924–2015), Schauspieler, Theaterregisseur und Pädagoge
- Rudolf Čillík (1931–2022), Skilangläufer
- Jozef Pribilinec (* 1960), Geher
- Andrej Páricka (* 1975), Skilangläufer

## Partnerstädte
- Fidenza, Italien
- Herbolzheim, Deutschland
- Kutná Hora, Tschechien
- Nový Jičín, Tschechien
- Šurany, Slowakei
- Várpalota, Ungarn